# إليانا أونغر
إليانا أونغر (بالإيطالية: Ileana Ongar)‏ هي عدائة حواجز إيطالية ولدت في يوم 24 مارس 1950 في مدينة الإسكندرية في مصر، إختصت بسباق 110 متر حواجز وحلت في المرتبة الثامنة في نهائي السباق في الألعاب الأولمبية الصيفية 1976 في مونتريال في كندا، وفازت ب4 ميداليات في ألعاب البحر الأبيض المتوسط.

## روابط خارجية
- إليانا أونغر على موقع اللجنة الأولمبية الدولية (الإنجليزية)
- إليانا أونغر على موقع أوليمبيديا (الإنجليزية)